# Certhidea
Certhidea és un gènere d'ocells de la família dels tràupids (Thraupidae).

## Taxonomia
Segons la Classificació del Congrés Ornitològic Internacional (versió 14.2, 2024) aquest gènere està format per dues espècies:
- Certhidea olivacea - pinsà de Darwin olivaci[4]
- Certhidea fusca - pinsà de Darwin gris[5]